# Valeri Domovtsjijski
Valeri Angelov Domovchiyski (Bulgaars: Валери Ангелов Домовчийски) (Plovdiv, 23 april 1986) is een Bulgaars betaald voetballer die bij voorkeur in de aanval speelt. Hij verruilde in januari 2008 Levski Sofia voor Hertha BSC, eerste op huurbasis en vier maanden later definitief. In 2006 debuteerde hij in het Bulgaars voetbalelftal.

## Erelijst
Hertha BSC
- 2. Bundesliga

2011